# Eublemma staudingeri
Eublemma staudingeri  là một loài bướm đêm trong họ Erebidae.